# 新竹空襲
新竹空襲（しんちくくうしゅう）とは、太平洋戦争中の1943年（昭和18年）11月25日に、アメリカ陸軍航空軍と中国国民革命軍の連合部隊が、当時日本領だった台湾新竹市の日本軍基地に対して行った航空攻撃である。連合国軍による奇襲が成功し、日本軍は多数の航空機を失った。中国大陸から日本領に対して行われた初めての本格的空襲であり、日本軍が大陸打通作戦を実行する一因となった。

## 背景
1937年（昭和12年）に日中戦争が勃発すると、中国空軍は、1938年（昭和13年）2月23日にソ連空軍志願隊との共同作戦として、SB爆撃機28機により、日本側の渡洋爆撃の出撃拠点となっていた台北市近郊の松山飛行場を空襲した。これは外地も含む広い意味で史上初の日本本土空襲であったが、戦果は流れ弾により松山飛行場・新竹市周辺の村落で民間人に若干の被害が出たのみであった。同年5月20日と5月30日には中国空軍の少数のマーチン139W爆撃機が九州へ飛来して宣伝ビラを撒布したものの、その後、中国軍による日本本土空襲は途絶えた。
太平洋戦争前の1941年（昭和16年）7月、アメリカ合衆国は中国の援助のため、中国空軍所属の義勇航空部隊としてフライング・タイガース（AVG）を英領ビルマに派遣し、日米開戦後の1942年（昭和17年）7月にはアメリカ陸軍航空軍の正規部隊である第10空軍隷下の中国航空任務部隊（CATF）を組織していた。1943年（昭和18年）3月には中国戦域を担当する第14空軍が新設され、同年10月には別立ての多国籍部隊である中米混成航空団（CACW）も創設された。装備機種はP-40戦闘機とB-25中型爆撃機を主力に、新型のP-38戦闘機やB-24重爆撃機も配備され、1943年秋には最新鋭のP-51戦闘機が少数到着した。昆明に拠点を構えたCATFは、1942年10月25日の香港空襲を皮切りに長距離空襲を開始し、衡陽や桂林などを前進基地として香港や漢口を攻撃した。
CATFを率いるクレア・リー・シェンノートは、第3回ワシントン会談で、日本のシーレーンの要衝である台湾を攻撃する戦略的意義を主張して、米英首脳に受け入れられた。そして、1943年秋に航続距離の長いP-51戦闘機が配備されたのを受け、これまでは護衛戦闘機の随伴が難しかった台湾への長距離攻撃が計画された。ただし、ジョセフ・スティルウェル中国・ビルマ・インド戦域米陸軍司令官は、中国戦線での日本軍の攻勢を誘発する危険があるとして、作戦に反対していた。
一方、日本軍の台湾防空体制は手薄だった。日中戦争勃発間もない1937年8月に大本営から台湾の防空が下令されて戦闘機1個中隊・高射砲2個中隊が展開したものの、翌1938年11月には警戒態勢が緩和された。太平洋戦争開始後もフィリピン攻略が終わると台湾は後方拠点となったため、防衛戦力はほとんど置かれなかった。1943年3月に中国大陸での連合国航空部隊の活動活発化に対抗して日本陸軍の飛行第54戦隊の1個中隊が台湾へ進出したが、この唯一の戦闘機隊もパレンバン油田の防空のため同年9月に転進してしまった。教育航空部隊は多数が存在し、新竹飛行場の新竹海軍航空隊だけで定数105機の九六式陸上攻撃機を保有した。対空警戒レーダーとしては大屯山に超短波警戒機乙が一応配備されていたが、低空目標の探知は困難であった。

## 戦闘経過

### 作戦準備
アメリカ第14空軍は、作戦前の数ヶ月間に渡って飛行偵察を行った。日本側でも1943年11月に台湾へ飛来した敵偵察機を発見していた。
連合国軍は、遂川県に前進基地を整備した。11月24日夜、B-25爆撃機14機が、第14空軍のP-51戦闘機・P-38戦闘機各8機に護衛されて、遂川基地へ進出した。B-25爆撃機のうち6機は中国人のパイロットが操縦しており、他に4人の中国人航法士が搭乗していた。

### 奇襲成功
11月25日午前10時05分、B-25爆撃機14機とP-51戦闘機7機、P-38戦闘機8機は、遂川基地を出撃した。空中集合後に東進した編隊は、日本側のレーダーで発見されるのを避けるため、低空飛行で台湾海峡を渡った。日本軍のレーダーは敵機を探知できず、空襲警報の発令は実際に攻撃が始まった後となってしまった。
日本海軍の新竹基地上空に達した連合国軍編隊は、P-38戦闘機が最初の攻撃を担当し、それに続いてB-25爆撃機と護衛のP-51戦闘機が高度300mでの低空攻撃を仕掛けた。B-25は、60kgと10kgの小型爆弾を多数投下した。奇襲を受けた日本軍は、多数の航空機を駐機場に整列したままの状態であった。日本海軍は、教育部隊が保有する少数の戦闘機を離陸させて迎撃を試みたが、十分な高度を取る前に撃墜された。連合国軍機は、一方的な攻撃を加えた後に帰還した。

## 結果
空襲の結果、日本海軍の記録によれば地上で13機が炎上し、戦闘機と陸攻各2機が撃墜される大損害を被った。人員は25人が戦死し、20人が負傷した。連合国側の記録は地上で日本機37（うち撃破6）-42機を破壊し、日本機14-15機を撃墜したと判定している。対する連合国軍の損害は、連合国側の記録によれば対空砲火と樹木との接触で2機が軽く損傷したのみであった。日本海軍は空中戦で3機を撃墜したと報じているが、該当記録はない。中国戦線での連合国側の一方的な航空戦勝利は、中ソ連合航空隊が1939年10月に漢口を空襲した時以来であった。
台湾が空襲されるという事態は、日本の大本営に衝撃を与えた。大本営は、さしあたりの対策として飛行第246戦隊主力（伊丹飛行場）と第18飛行団の司令部偵察機中隊を台湾へ派遣し、翌1944年（昭和19年）1月下旬には独立飛行第23中隊を派遣して任務を引き継がせた。さらに、大本営は、地上部隊により航空基地を占領することで本土空襲を阻止できないか検討を始めた。杉山元参謀総長が、服部卓四郎参謀本部作戦課長に対して検討を指示し、大陸打通作戦が計画・実行されることになった。
その後、連合国側は、約1年後の台湾沖航空戦まで台湾に対する大規模空襲こそ繰り返さなかったが、1944年1月11日にB-25数機で高雄市を空襲した。1944年3月4日には海南島の日本海軍基地を戦爆連合30機で奇襲して本空襲と同様の戦果を報じ、その他にも各地の航空基地や沿岸航行中の商船を襲撃するなどの活動を続けた。1944年6月には、成都基地から出撃したB-29爆撃機による八幡空襲が行われ、内地にも空襲が及んでいる。その後、大陸打通作戦により中国戦線の連合国軍航空部隊の活動は甚だしく妨げられたが、戦略的意義は乏しかった。